# Morris Broadnax
Morris Ervin Broadnax (né le 9 février 1931 à Détroit, mort le 17 février 2009), parfois crédité sous le nom Luvel Broadnax, était un parolier américain de la Motown dans les années 1960, principalement connu pour ses collaborations avec Clarence Paul et Stevie Wonder, en compagnie desquels il écrit Until You Come Back to Me (That's What I'm Gonna Do), qui deviendra un succès pour Aretha Franklin en 1973.

## Biographie
Morris Broadnax naît le 9 février 1931 à Détroit dans le Michigan.
Après ses études, il rejoint la United States Air Force puis revient à Détroit où il travaille chez Ford. Ami des Four Tops par l'intermédiaire d'Abdul "Duke" Fakir (en) dont il était le voisin, ceux-ci l'encourage à se lancer dans une carrière de chanteur et à passer une audition à la Motown. On ne lui propose pas de contrat d'artiste mais il attire l'attention sur l'une des chansons qu'il présente : Motown lui offre un contrat auprès de la société d'édition Jobete dès 1961,, poste dans lequel il est responsable de l'overdub des voix ce qui le met en contact avec la plupart des artistes 'Motown' de l'époque.
Broadnax y fait la connaissance d'un nouveau talent déniché par le label, Stevland Morris Judkins, diffusé à l'époque sous le pseudonyme 'Little Stevie Wonder', avec qui il sympathise. Il voit en lui un futur grand auteur et l'encourage à écrire ses propres chansons. Il travaille également avec l'auteur et réalisateur artistique Clarence Paul, alors producteur du jeune Stevie Wonder. En trio, ils écriront les principaux succès de la carrière de Broadnax : Just a Little Misunderstanding (en) des Contours (1966), Hey Love de Stevie Wonder (1967), ou encore Until You Come Back to Me (That's What I'm Gonna Do) initialement enregistré par Wonder (1967) puis avec succès par Aretha Franklin (1973).
Broadnax écrit principalement en duo ou en trio, et ce pour de nombreux artistes reconnus de la Motown tels que les Temptations, Martha and the Vandellas, The Supremes, Smokey Robinson, les Marvelettes ou encore Marvin Gaye.
Il quitte la Motown en janvier 1969, et devient activiste, promotionnant une éducation de qualité au sein des écoles publiques de Détroit. À la fin des années 1980, il tente sans succès de créer la Motown Alumni Association mais le peu d'intérêt suscité le décourage.
Il reçoit plusieurs prix, dont l'Award of Merit du Maire Coleman Young, le Spirit of Detroit Award, et une reconnaissance de la Black Parents for A Quality Education.
Il meurt le 17 février 2009 d'une insuffisance cardiaque.

### Vie privée
Sa première épouse décède en 1955.
Il avait un frère prénommé Clarence, et huit enfants : trois filles (Irel, Laura et Glenda) et cinq fils (Raqueeb Qahar, Jon, Matthew, Michael Renaud et Morris).

## Crédits partiels
Les crédits des chansons suivantes peuvent être confirmés via Discogs ou Genius.

### En trio avec Clarence Paul et Stevie Wonder
- Until You Come Back to Me (That's What I'm Gonna Do) : Stevie Wonder, Aretha Franklin
- All I Do (Is Think About You) : Tammi Terrell[5], Brenda Holloway (en)[4], Stevie Wonder
- Hey Love : Stevie Wonder
- Hold Me : Stevie Wonder
- Everybody Needs Somebody (I Need You) : Stevie Wonder
- What Else Is There To Do (But Think About You) : Four Tops
- Angel Doll : The Temptations[6]
- Just a Little Misunderstanding (en) : The Contours
- You're The One For Me : Marva Hodge

### En duo avec Clarence Paul
- Baby My Love Is Showing : Gladys Knight & the Pips[7]
- I Miss You Baby (How I Miss You) : Marv Johnson (en)
- When I Need You : The Marvelettes
- My Love For You : Smokey Robinson and The Miracles
- Slow Down : The Supremes

### Autres co-crédits
- Easily Persuaded (avec Clarence Paul, Dick Cooper et Ernie Shelby) : Martha Reeves & The Vandellas
- They’re Only Words (avec Clarence Paul et Dorsey Burnette) : Dorsey Burnette[8]

- Catching Up On Time (avec Clarence Paul et Leon Ware) : Isley Brothers

- When I'm Alone I Cry (avec Mickey Stevenson (en) et Fredericka Foreman) : Marvin Gaye
- If My Heart Could Sing (avec Mickey Stevenson) : Marvin Gaye

### Seul
- My Love Is Your Love (Forever) : Smokey Robinson and The Miracles